# 拉波特里欧佩什
拉波特里欧佩什（法語：La Poterie-au-Perche，法語發音：[la pɔtʁi o pɛʁʃ] ⓘ，意为“在佩什的拉波特里”）是法国奥恩省的一个旧市镇，位于该省东部，属于莫尔塔涅欧佩什区。2016年1月1日，拉波特里欧佩什和相邻的另外9个市镇合并为新市镇图鲁夫尔欧佩什（Tourouvre au Perche）。

## 地理
拉波特里欧佩什（48°37'40"N, 0°43'15"E）面积7.88 平方千米，位于法国诺曼底大区奧恩省，该省份为法国西北部内陆省份，北起顺时针与卡爾瓦多斯省、厄尔省、厄尔-卢瓦省、萨尔特省、马耶讷省和芒什省接壤。
与拉波特里欧佩什接壤的市镇（或旧市镇、城区）包括：洛姆沙蒙多、诺尔芒代勒、朗多奈、圣莫里斯莱沙朗塞、拉旺特鲁兹。
拉波特里欧佩什的时区为UTC+01:00、UTC+02:00（夏令时）。

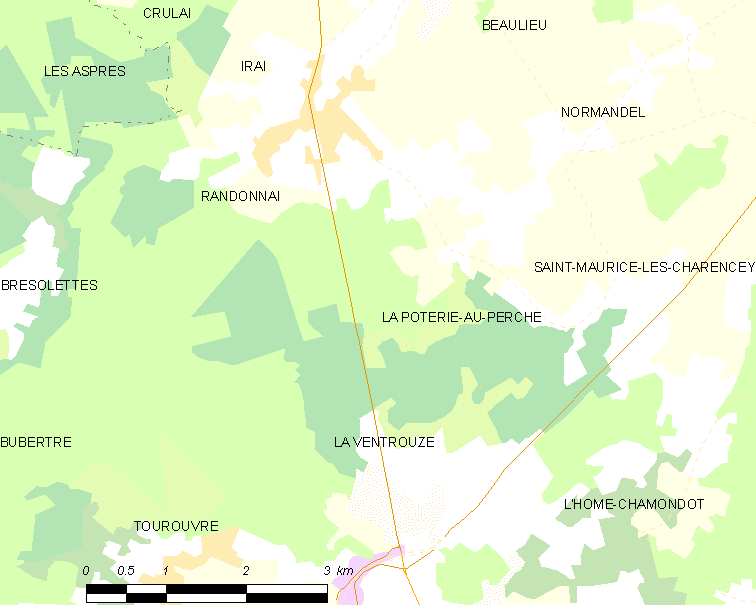
拉波特里欧佩什的OSM定位图

## 行政
拉波特里欧佩什的邮政编码为61190，INSEE市镇编码为61335。

## 政治
拉波特里欧佩什所属的省级选区为图鲁夫尔欧佩什县。

## 人口

1962-2008年间拉波特里欧佩什人口变化图示

拉波特里欧佩什于2018年1月1日时的人口数量为136人。